# Lundinsfären
Lundinsfären är en svensk-kanadensisk företagssfär som utgörs av ett antal företag inom olje- och gasindustri samt gruvindustri, i vilka familjen Lundin har ett stort inflytande genom aktieinnehav. Verksamheten har bedrivits, och bedrivs fortfarande, huvudsakligen utanför Sverige, och bedrivs idag framförallt i Norge, Kanada och Sydamerika, med huvudsaklig bas i Vancouver i Kanada.
Affärsidéen var under många år att utvinna olja i diktaturer och krigshärdar, platser som många företag undvek.[källa behövs] Oljebolaget har fått stort utrymme i media då Lundinrättegången är Sveriges största rättegång genom tiderna.
Lundinsfären byggdes upp av Adolf Lundin. Efter dennes död 2006 ägdes och drevs sfären av dennes båda söner, Lukas Lundin och Ian Lundin.
År 2016 anses ett dussin företag ha ingått i sfären.

## Uppbyggnad av en företagssfär
Adolf Lundin grundade 1981 International Petroleum Corporation. År 1995 blev Adolf Lundin störste aktieägare i Sands Petroleum AB. Bolagen gick ihop 1997 och bildade Lundin Oil AB. Bolaget köptes av kanadensiska Talisman Energy 2001 i en affär, som värderades till 470 miljoner USA-dollar.
Lundin Petroleum bildades 2001, senare 2020 namnändrat till Lundin Energy. Bolagsledning och teknisk kompetens hämtades från det nyligen sålda Lundin Oil. Det nya bolaget hade prospekteringstillgångar i Sudan och Iran samt ett aktieinnehav i det ryska oljebolaget KMOC. I september 2001 börsnoteras Lundin Petroleum på Nya Marknaden i Sverige. Lundin Petroleum köpte 2002 Coparex International av BNP Paribas för 172,5 miljoner USA-dollar och erhöll därmed prospekterings- och produktionstillgångar i Frankrike, Nederländerna, Tunisien, Venezuela, Indonesien och Albanien. 
År 2003 förvärvades 75 procent av OER Oil AS för 30 miljoner norska kronor och Lundin Petroleum tog därmed steget in på den norska marknaden. Senare samma år köpte OER det av Kjell Inge Røkke kontrollerade norska oljebolaget Aker Energy. Ägarandelen i OER Oil AS såldes i oktober 2004 till amerikanska Endeavor Energy Resources.
Vid sin död 2006 värderades Adolf Lundins sfär till runt 90 miljarder kronor i börsvärde.

## Nuvarande och tidigare företag inom Lundinsfären i urval
- Tanganyika Oil, Kanada, grundat 1986, sålt 2008
- Lundin Mining, Kanada grundat 1994 som South Atlantic Diamonds Corp. (13 % av aktierna 2016[1])
  - Zinkgruvan Mining, Sverige, köptes 2004 och ingår i Lundin Mining
  - North Atlantic Natural Resources, Sverige. Aktiemajoriteten köptes 2004 från Boliden AB. Numera är företaget ett helägt dotterbolag till Lundin Mining.
- Vostok Nafta, Sverige, grundat 1996, namnändrat 2007 till Vostok Gas och upplöst 2009
- Lundin Gold, Kanada, grundat 1986 som Fortress Resources Corp.
- Lundin Energy, Sverige, grundat 2001 som Lundin Petroleum
  - Valkyries Petroleum, Kanada, förvärvat 2006 av Lundin Energy[4]
  - International Petroleum Corp., Kanada, avknoppat 2017 från Lundin Petroleum
- Josemaria Resources, Kanada
  - Ngex Minerals Ltd, Kanada
  - Filo Mining, Kanada
- RB Minerals, Kanada, tidigare Canada Lithium Corp.
  - Atacama Minerals Chile SCM, Chile, ägt av RB Minerals
- South Atlantic Ventures, Kanada